# Kinross-shire
Kinross-shire (także Kinross, gael. Siorrachd Cheann Rois) – hrabstwo historyczne w środkowej Szkocji, z ośrodkiem administracyjnym w Kinross.
Hrabstwo zajmowało niewielką nizinę wokół jeziora Loch Leven oraz fragmenty otaczających ją pasm wzgórz – Ochil Hills na północy, Lomond Hills na wschodzie, Benarty Hill i Cleish Hills na południu. Otoczone było przez hrabstwa Perthshire (na północy i zachodzie) oraz Fife (na południu i wschodzie). Kinross-shire było drugim od końca pod względem wielkości hrabstwem Szkocji (po Clackmannanshire). Powierzchnia w 1887 roku – 188 km², w 1951 roku – 212 km² (0,27% terytorium Szkocji). Liczba ludności w 1887 roku – 6697, w 1951 roku – 7418 (0,15% całkowitej populacji Szkocji).
Gospodarka hrabstwa opierała się na rolnictwie – na nizinie prowadzono uprawę roli, na terenach wyżynnych – wypas owiec i bydła. Do głównych zabytków należą ruiny zamku Lochleven i XVII-wieczna rezydencja Kinross House.
Od 1929 roku hrabstwo administrowane było wspólnie z sąsiednim Perthshire. Zlikwidowane zostało w wyniku reformy administracyjnej w 1975 roku, włączone do nowo utworzonego regionu Tayside. Od 1996 roku terytorium hrabstwa znajduje się w granicach jednostki administracyjnej (council area)  Perth and Kinross.